# KinKi Kids
KinKi Kids (jap. キンキキッズ Kinki Kizzu) – popowy japoński zespół, założony w 1993 roku. Grupa składa się z dwóch muzyków – Kōichi Dōmoto i Tsuyoshi Dōmoto z agencji Johnny & Associates. Pomimo tego, że członkowie noszą to samo nazwisko, nie łączą ich więzy krwi, a jedynie pochodzą z tego samego regionu – Kinki; stąd nazwa zespołu.
KinKi Kids zostali wpisani do Księgi Rekordów Guinnessa jako grupa, która wydaje najwięcej singli plasujących się na pierwszych miejscach list przebojów Oricon w Japonii od czasu swojego debiutu w 1997 roku. Jest to także jedyna grupa muzyczna w Japonii, której wszystkie płyty zostały sklasyfikowane na pierwszym miejscu zestawienia listy Oricon Albums Chart, co jest zjawiskiem niezwykle rzadkim w Japonii. Do największych sukcesów grupy należą między innymi częste występy w Tokyo Dome, a także jeden z pierwszych występów grupy w Nippon Budōkan, sali cieszącej się renomą goszczenia największych światowych artystów sceny muzycznej. Ich singiel pochodzący z drugiej płyty B album zatytułowany Glass no shōnen sprzedał się w rekordowej liczbie 1 miliona egzemplarzy w przeciągu zaledwie trzech dni od jego premiery, a ostatecznie sprzedał się w liczbie ponad 1,8 miliona egzemplarzy w Japonii. Niemal wszystkie płyty zespołu uzyskały status diamentowych lub platynowych, co uczyniło z duetu wielkie gwiazdy gatunku pop w ich ojczystym kraju i w całej Azji. Teledyski zespołu ze względu na politykę praw autorskich wytwórni płytowej grupy, nie są wstawiane na YouTube, ponieważ jest to sprzeczne z ogólnie przyjętym wzorcem promowania artystów w Japonii poprzez inne masowe media.

## Dyskografia albumowa
| Tytuł                | Premiera   | Pozycja w Japonii | Certyfikat  | Sprzedaż |
| -------------------- | ---------- | ----------------- | ----------- | -------- |
| A album              | 21.07.1997 | 1                 | Milion      | Milion   |
| B album              | 12.08.1998 | 1                 | Milion      | Milion   |
| C album              | 04.08.1999 | 1                 | 2 x Platyna | 813 tys. |
| D album              | 13.12.2000 | 1                 | Platyna     | 506 tys. |
| E album              | 25.07.2001 | 1                 | Platyna     | 523 tys. |
| F album              | 26.12.2002 | 2                 | Platyna     | 400 tys. |
| G album -24/7-       | 22.10.2003 | 1                 | Platyna     | 324 tys. |
| H album -H・A・N・D- | 16.11.2005 | 1                 | Platyna     | 315 tys. |
| I album -iD-         | 13.12.2006 | 1                 | Platyna     | 288 tys. |
| Ø                    | 14.11.2007 | 1                 | Platyna     | 288 tys. |
| J album              | 09.12.2009 | 1                 | Złoto       | 208 tys. |
| K album              | 09.11.2011 | 1                 | Złoto       | 181 tys. |
| L album              | 04.12.2013 | 1                 | Złoto       | 160 tys. |
| M album              | 10.12.2014 | 1                 | Złoto       |          |
| N album              | 21.09.2016 | 1                 | Złoto       |          |
| O album              | 23.12.2020 | 1                 | Złoto       |          |